# Stomiopeltis cassiopes
Stomiopeltis cassiopes är en svampart som tillhör divisionen sporsäcksvampar och som beskrevs av Lennart Holm. 
Stomiopeltis cassiopes ingår i släktet Stomiopeltis och familjen Micropeltidaceae. Arten är reproducerande i Sverige.